# Boyce (Familienname)
Boyce ist ein englischer Familienname.

## Namensträger
- Benjamin Boyce (* 1968), britischer Sänger
- Billy Boyce (* 1927), australischer Boxer
- Brendan Boyce (* 1986), irischer Geher
- Burke Boyce (1901–1969), US-amerikanischer Fechter
- C. Kevin Boyce (* 1974), US-amerikanischer Paläobotaniker
- Cameron Boyce (1999–2019), US-amerikanischer Schauspieler
- Chris Boyce (1943–1999), schottischer Science-Fiction-Autor
- Coniah Boyce-Clarke (* 2003), englisch-jamaikanischer Fußballspieler
- Darryl Boyce (* 1984), kanadischer Eishockeyspieler
- DeSean Boyce (* 2001), barbadischer Sprinter
- Edward Boyce (1913–1988), britischer Weit- und Dreispringer
- Emmerson Boyce (* 1979), englisch-barbadischer Fußballspieler
- Fiona Boyce (* 1987), australische Hockeyspielerin
- Frank Cottrell Boyce (* 1959), britischer Schriftsteller und Drehbuchautor
- George Price Boyce (1826–1897), britischer Architekt und Aquarell-Maler
- Grant Boyce (* 1956), australischer Hockeyspieler
- James Boyce (* 1951), kanadischer Tennisspieler
- James Pettigru Boyce  (1827–1888), baptistischer Theologe (RGG)
- Jeremy Boyce-Rotevall (* 1993), schwedischer Eishockeyspieler
- Jesse L. Boyce (1881–1961), US-amerikanischer Politiker
- Jim Boyce (* 1944), nordirischer Fußballfunktionär
- Joe Boyce (* 1994), australischer Rugby-League-Spieler
- John Boyce, Politiker aus Barbados
- Kevin Boyce (* 1971), US-amerikanischer Politiker
- Liam Boyce (* 1991), nordirischer Fußballspieler
- Lionel Boyce (* 1991), US-amerikanischer Rapper, Fernsehschauspieler, Drehbuchautor und Filmproduzent
- Marion Boyce, australische Kostümbildnerin
- Martin Boyce (* 1967), schottischer Bildhauer
- Mary Boyce (1920–2006), britische Iranistin
- Max Boyce (* 1943), walisischer Comedian und Sänger
- Michael Boyce, Baron Boyce (1943–2022), britischer ehemaliger First Sea Lord der Royal Navy, Chief of the Defence Staff und Life Peer
- Neith Boyce (1872–1951), US-amerikanische Schriftstellerin, Bühnenautorin und Journalistin
- Peter Boyce (* 1946), australischer Hochspringer
- Peter Charles Boyce (* 1964), britischer Botaniker
- Philip Boyce (* 1940), irischer römisch-katholischer Bischof
- R. L. Boyce (1955–2023), US-amerikanischer Bluesmusiker
- Ralph Leo Boyce (* 1952), US-amerikanischer Diplomat und Industriemanager, Botschafter in Indonesien und Thailand
- Raymond F. Boyce (1947–1974), US-amerikanischer Datenbanktheoretiker
- Sonia Boyce (* 1962), britische afrokaribische Künstlerin und Hochschullehrerin
- Stephanie Boyce (* 1972), britische Rechtsanwältin (Solicitor)
- Stewart Boyce (* 1941), australischer Rugby-Union-Spieler
- Tommy Boyce (1939–1994), US-amerikanischer Pop-Musik-Autor
- William Boyce (1711–1779), englischer Komponist
- William D. Boyce (1858–1929), US-amerikanischer Geschäftsmann, Verleger und Jugendverbandsgründer
- William H. Boyce (1855–1942), US-amerikanischer Politiker
- William Waters Boyce (1818–1890), US-amerikanischer Politiker